# Gerald Ellison
Gerald Alexander Ellison KCVO PC (* 19. August 1910; † 18. Oktober 1992) war ein anglikanischer Bischof. Er war von 1955 bis 1973 Bischof von Chester und von 1973 bis 1981 Bischof von London.

## Jugend und Priesterjahre
Ellison war der Sohn eines königlichen Kaplans. Er ging auf die Westminster School und studierte am New College (Oxford). Er gehörte zur Mannschaft des Oxford University Boat Club bei den  Boat Races 1932 und 1933 und war später Schiedsrichter des Boat Race.
Ellison studierte am Seminar Westcott House in Cambridge und wurde 1935 zum Diakon ordiniert, 1936 zum Priester. Seine erste Stelle war als Vikar in Sherborne. Von 1937 bis 1939 war er Kaplan von Cyril Forster Garbett, dem Bischof von  Winchester. Während des Zweiten Weltkriegs war er Kaplan in der Royal Naval Volunteer Reserve und ab 1943 Kaplan von Cyril Garbett als Erzbischof von York. Von 1946 bis 1950 war er Vikar von St Mark’s in Portsea.

## Bischofsamt
1950 wurde Ellison zum Suffraganbischof von Willesden ernannt. 1955 wurde er Bischof von Chester, und 1973 bis 1981 Bischof von London. Von 1960 bis 1981 war er als geistlicher Lord Mitglied des House of Lords. 1981 wurde er als Knight Commander in den Royal Victorian Order aufgenommen. Nach seiner Pensionierung war er vorübergehend Generalvikar der Diözese von Bermuda.